# Pieragullano
Pieragullano es una localidad española del municipio de Ampuero, perteneciente a la comunidad autónoma de Cantabria. 

## Geografía
La localidad está situada a 60 m s. n. m. y a 2 kilómetros de la capital municipal, Ampuero.

## Historia
Hacia mediados del siglo XIX, el lugar era referido como un barrio ya por entonces perteneciente a Ampuero. Aparece descrito en el decimotercer volumen del Diccionario geográfico-estadístico-histórico de España y sus posesiones de Ultramar de Pascual Madoz con las siguientes palabras:

PIERAGULLANO: barrio en la prov. de Santander, part. jud. de Laredo; corresponde á Ampuero.
(Madoz, 1849, p. 25)

En 2023, la entidad singular de población tenía empadronados doce habitantes.